# Jean et Jeannette
Jean et Jeannette è stato un fumetto a puntate creato da Jacques Souriau, Jean Ollivier e Roger Lécureux negli anni '50. Successivamente fu ristampato da un altro editore fino al 2015.

## Storia
Le strisce di Jean et Jeannette furono pubblicate nei periodico per ragazzi Vaillant di Éditions Vaillant dal 1950 al 1961 e successivamente furono ristampate, in maniera non periodica, tra il 2003 e il 2015 nella rivista per ragazzi Hop.
Il fumetto è ambiento ai tempi dell'invasione tedesca in Francia nella seconda guerra Mondiale. Jean e Jeannette sono due bambini che hanno perso la madre durante l'esodo del 1940 sulle strade della Francia. Le illustrazioni raccontano la storia della loro fuga in Spagna.

## Pubblicazioni
Di seguito la serie Jean et Jeannette, pubblicata sui relativi periodici.
| Anno | Periodico | n.        | Titolo                                                | Autori                                                                                                 |
| ---- | --------- | --------- | ----------------------------------------------------- | --- |
| 1950 | Vaillant  | 255 - 340 |                                                       | Jacques Souriau, Jean Ollivier, Roger Lécureux                                                         |
| 1952 | Vaillant  | 355 - 379 |                                                       | Jacques Souriau                                                                                        |
| 1952 | Vaillant  | 396       |                                                       | Jacques Souriau                                                                                        |
| 1952 | Vaillant  | 397 - 416 |                                                       | Jacques Souriau                                                                                        |
| 1953 | Vaillant  | 419 - 450 |                                                       | |
| 1954 | Vaillant  | 351 - 479 |                                                       | Jacques Souriau                                                                                        |
| 1954 | Vaillant  | 489 - 504 |                                                       | Jacques Souriau                                                                                        |
| 1959 | Vaillant  | 740       |                                                       | René Deynis                                                                                            |
| 1959 | Vaillant  | 741 - 768 |                                                       | René Deynis                                                                                            |
| 1960 | Vaillant  | 769 - 818 | Les fleurs de pierre                                  | René Deynis                                                                                            |
| 1961 | Vaillant  | 819 - 864 | Du soleil sous les mansardes                          | |
| 1961 | Vaillant  | 865 - 877 | Une ombre plane...                                    | |
| 2003 | Hop       | 98        | (Ristampa Vaillant)                                   | Souriau Jacques, Lécureux Roger                                                                        |
| 2003 | Hop       | 98        | (Ristampa Vaillant)                                   | Luis Cance, Jacques Souriau, Roger Lécureux, Oierre Castex, René Deynis, Jacques Kamb                  |
| 2015 | Hop       | 145       | (Ristampa Vaillant)                                   | Jacques Souriau                                                                                        |
| 2015 | Hop       | 145       | (Ristampa Vaillant)                                   | Jacques Souriau                                                                                        |
| 2015 | Hop       | 145       | (Ristampa Vaillant)                                   | Luis Cance, Jacques Souriau, Jean Ollivier,Roger Lécureux , Jacques Kamb , Pierre Castex , René Deynis |
| 2015 | Hop       | 145       | (Ristampa Vaillant)                                   | Jacques Souriau                                                                                        |
| 2015 | Hop       | 148       | (Ristampa Vaillant)                                   | Jacques Souriau, Jean Ollivier                                                                         |
| 2015 | Hop       | 148       | Episodes écrits par Jean Ollivier (Ristampa Vaillant) | Tardieux José, Souriau Jacques, Ollivier Jean, Lécureux Roger                                          |
| 2015 | Hop       | 148       | (Ristampa Vaillant)                                   | Jacques Souriau, Jean Ollivier                                                                         |